# Glanville Llewelyn Williams
Glanville Llewelyn Williams (* 15. Februar 1911 in Bridgend, Wales; † 10. April 1997 in Cambridge, England) war ein britischer Rechtsgelehrter, zuletzt an der University of Cambridge. Er galt als führender Strafrechtler des Vereinigten Königreichs.

## Leben und Wirken
Williams war das einzige Kind eines Schneiders und einer Lehrerin. Er studierte am University College of Wales und am St John’s College der University of Cambridge, wo er 1936 mit dem Ph.D. abschloss. 1935 war er am Middle Temple als Anwalt zugelassen worden. Als Anhänger des Völkerbundes war er im Zweiten Weltkrieg Kriegsdienstverweigerer aus Gewissensgründen (conscientious objector).
Von 1945 bis 1955 war Williams an der University of London, zunächst als Reader, dann als Professor für Public law, zuletzt als Quain Professor of Jurisprudence. 1956 wurde Dennis Lloyd, Baron Lloyd of Hampstead sein Nachfolger. Von 1957 bis zu seiner Emeritierung 1978 war Williams am Jesus College der University of Cambridge, zunächst als Reader, ab 1966 als Professor für English Law, ab 1968 als Rouse Ball Professor of English Law.
Glanville Williams veröffentlichte zu einem weiten Spektrum von Rechtsfragen, darunter dem Tort law, zu Fragen der Tierrechte und zum Abtreibungsrecht. Am bekanntesten sind aber seine Beiträge zum Strafrecht, zu dem er vier Lehrbücher schrieb, darunter das 900-seitige Criminal Law: the General Part (1953) und das 1000-seitige Textbook of Criminal Law (1978). Einflussreich war auch seine Einführung in das Jurastudium, Learning the Law (1945), das bis 2002 in zwölf Auflagen erschien.
Williams hatte eine utilitaristische Sicht auf das Strafrecht: die Strafe müsse der Gesellschaft nützen, nicht aber z. B. religiöse Ansichten schützen. Mit dieser Einstellung hatte er als langjähriges Mitglied (1959–1980) des Criminal Law Revision Committee großen Einfluss auf Reformen des Strafrechts im Vereinigten Königreich. Während er eine Entkriminalisierung für den versuchten Selbstmord und eine Reform des Abtreibungsrechts erzielen konnte, blieben ihm Erfolge bei der Reform der strafrechtlichen Beweisführung oder der Sterbehilfe zu seinen Lebzeiten verwehrt.
Williams entwickelte eine eigene Kurzschrift, die Speedhand Shorthand.
Williams’ Arbeiten werden auch mehr als 25 Jahre nach seinem Tod noch regelmäßig zitiert. Laut Datenbank Scopus, die Zitationen überwiegend erst aus der Zeit nach den 1970er Jahren erfasst, hat Williams (Stand Juli 2023) einen h-Index von 10.
Glanville Llewelyn Williams war seit 1939 mit Lorna Margaret Lawfield verheiratet, das Paar hatte einen Sohn, den Geographen Rendel Williams († 2021).

## Auszeichnungen (Auswahl)
- 1946 Ehrendoktorat (LL.D.) der University of Cambridge
- 1957 Mitglied der British Academy
- 1968 Kronanwalt (QC)
- 1985 Auswärtiges Ehrenmitglied der American Academy of Arts and Sciences[2][3]
- 1995 Ehrendoktorat (Litt.D.) der University of Cambridge